# روي بلير
روي بلير (13 يونيو 1921 - 31 مايو 2002) (بالإنجليزية: Roy Blair)‏ هو لاعب كريكت نيوزلندي.